# Little Canada, Minnesota
Little Canada là một thành phố thuộc quận Ramsey, tiểu bang Minnesota, Hoa Kỳ. Năm 2010, dân số của thành phố này là 9773 người.

## Dân số
- Dân số năm 2000: 9771 người.
- Dân số năm 2010: 9773 người.